# Xuande

Kaiser Xuande

Xuande (宣德; Geburtsname: 朱瞻基 Zhu Zhanji, Tempelname: 宣宗 Xuanzong; * 25. Februar 1399; † 31. Januar 1435) war der fünfte chinesische Kaiser der Ming-Dynastie und regierte von 1425 bis 1435. Er war der älteste Sohn des Kaisers Hongxi und der Kaiserin Zhang.
Kaiser Xuande gilt als vorbildhaft konfuzianischer Kaiser. Er scheute keine militärische Konfrontation, war ein anerkannter Künstler sowie großer Förderer von Kunst und Kultur. Seine Herrschaftsepoche war geprägt von politischer und wirtschaftlicher Stabilität, Wohlstand und kultureller Blüte, weshalb sie als Höhepunkt der frühen Ming-Zeit gilt.

## Thronerbe
Als Zhu Zhanji, der spätere Xuande-Kaiser, 1399 geboren wurde, war sein Großvater Yongle noch Prinz von Yan. Mit dessen Thronerhebung war schnell klar, dass der Junge wohl einst Kaiser sein würde, denn sein Vater wurde unmittelbar danach zum Kronprinzen ernannt. Xuande war der Liebling seines Großvaters, denn er teilte mit ihm die Leidenschaft für Nordchina, kriegerische Expeditionen und Politik. Von Yongle erhielt er eine mustergültige Ausbildung, und der Kaiser nahm seinen Enkel oft mit sich in den Krieg, auf Jagdausflüge oder Inspektionen. Als sein Vater den Thron erbte, wurde Zhu Zhanji unverzüglich zum Thronerben ernannt und in die Staatsangelegenheiten eingebunden.

## Schwieriger Anfang

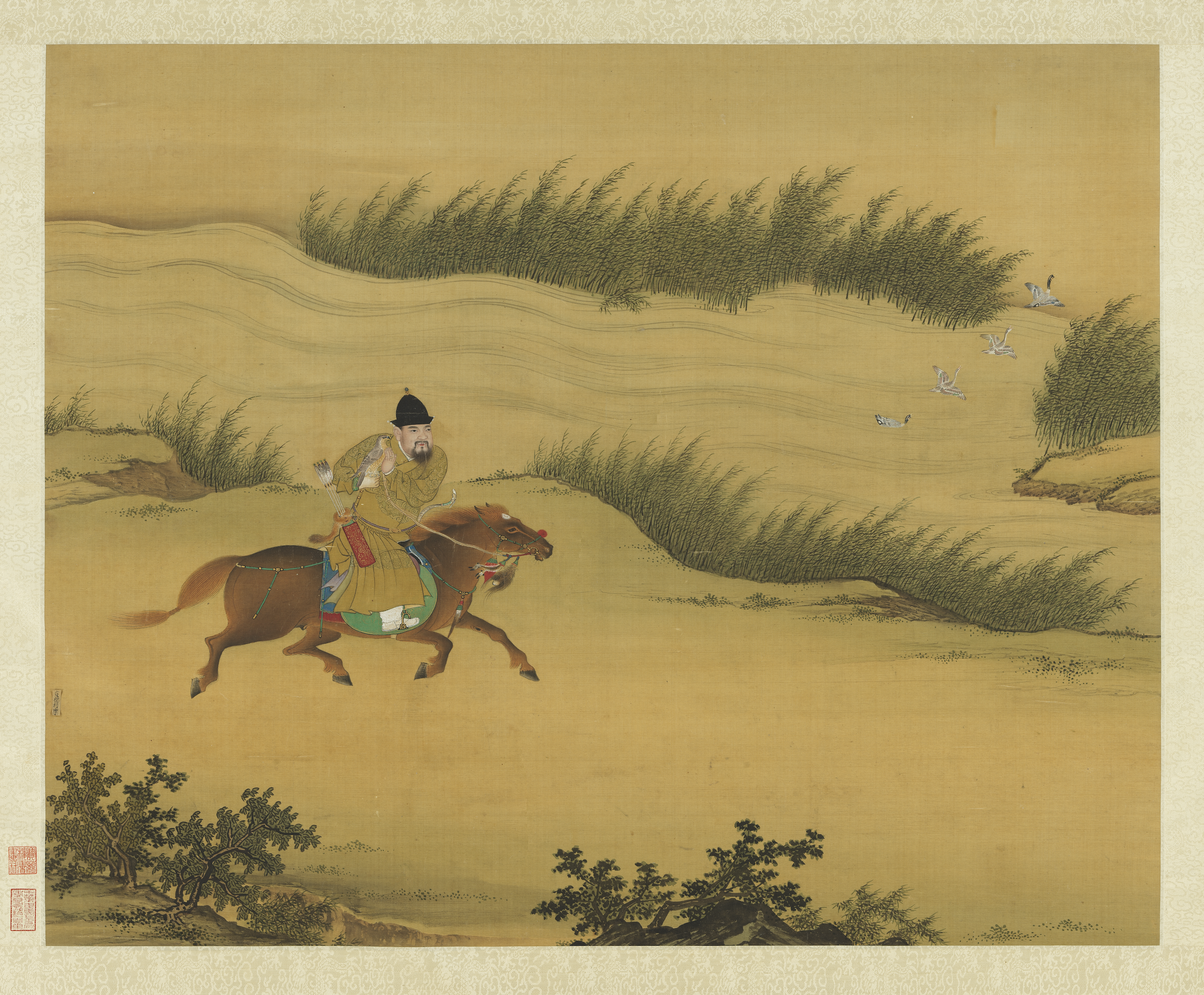
Kaiser Xuande auf der Jagd

Kaiser Hongxi starb überraschend und nach nur kurzer Regierung. Xuande übernahm mit nur sechsundzwanzig Jahren die Macht im Reich der Mitte. Als erstes brach er mit dem Plan, die Hauptstadt wieder nach Nanjing zu verlegen und holte stattdessen die restliche Verwaltung nach Beijing. Die Ursachen dafür sind klar: Xuande wuchs dort auf und bevorzugte den Norden.
Gleich nach Amtsantritt sah sich der junge Kaiser jedoch mit einem viel ernsteren Problem konfrontiert, der Rebellion seines Onkels Zhu Gaoshu, des Prinzen von Han. Unweigerlich sah er sich in derselben Situation wie einst Kaiser Jianwen wieder, den dessen Onkel Yongle gestürzt hatte. Zhu Gaoshu war bereits von seinem Vater Yongle mehrmals für sein anmaßendes Verhalten getadelt worden und schließlich sogar nach Le’an in Shandong verbannt worden. Als sein Bruder Hongxi starb und sein Neffe damit den Kaisertitel erbte, war Zhu Gaoshu zutiefst erbost. Am 2. September 1425 erklärte er dem Kaiserhof den Krieg, hob eine Armee aus und begann eigene kaiserliche Beamte einzusetzen. Xuande war zunächst zögerlich, doch als ihm der Großsekretär Yang Jung klarmachte, dass seine Lage eine völlig andere war als jene einst bei Jianwen, ging der Kaiser unverzüglich ans Werk. Der Großsekretär machte klar, dass sowohl Verwaltung als auch Armee geschlossen hinter Xuande standen. Dieser übernahm am 9. September 1425 selbst das Kommando über die Strafexpedition und zog an der Seite des erfahrenen Generals Xu Lu (1358–1430) gegen seinen Onkel in den Kampf.
Am 22. September stürmten 20.000 Soldaten die Stadt Le’an und nahmen den rebellierenden Prinzen gefangen. Der Aufstand wurde rasch niedergeschlagen, Zhu Gaoshu und sein Gefolge nach Beijing gebracht und hingerichtet. Mehr als 600 untreue Militär- und Zivilbeamte teilten dieses Schicksal. Weitere 2.200 Beamte wurden an die Grenzen verbannt. Nachforschungen ergaben, dass zwei weitere Onkel des Kaisers in das Komplott involviert waren. Xuande verschonte sie jedoch, entmachtete aber dafür faktisch alle Ming-Prinzen und verurteilte sie nun endgültig zur völligen Abhängigkeit vom kaiserlichen Ming-Hof.

## Reformen

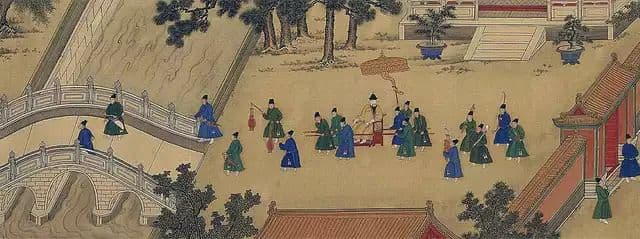
Kaiser Xuande begleitet von seinen Hofeunuchen

Der Xuande-Kaiser setzte die Reformen seines Vaters unbeirrt fort. Er formte das Zensorat, welches für die Überwachung aller Minister und Beamten zuständig war, völlig um. Seiner Meinung nach waren die Zensoren bisher viel zu nachsichtig und teilweise sogar korrupt gewesen. Im August 1428 besetzte der Kaiser es völlig neu und setzte den unbestechlichen Gu Zuo als Oberzensoren ein. Die Prozeduren und die gesamte Organisation wurde neu geregelt sowie die Kompetenzen des Zensorats stark erweitert. Damit verlieh er dieser Institution ein enormes Prestige.
In der Provinzverwaltung schuf Xuande den Posten eines „Großkoordinators“, was faktisch ein Provinzgouverneur war, der direkt dem Kaiser unterstand und als dessen Stellvertreter die uneingeschränkte Kontrolle über die dortigen Beamten hatte. Diese Koordinatoren übernahmen Sondermissionen des Kaisers und verstärkten so die Macht der Regierung. Im Militär versuchte Xuande, des ständigen Problems von Fahnenflucht, Korruption und Ineffizienz Herr zu werden. Er entsandte Zensoren zu den Armeen, erließ neue, strengere Vorschriften für das Heer und bestrafte Nachlässigkeit hart. Er inspizierte die Armee nicht nur persönlich, sondern hielt auch die größte Truppenparade der Ming-Zeit in Beijing ab, um den Drill der Soldaten zu erhöhen. Obwohl er die Probleme eindämmen konnte, blieben sie jedoch immer präsent, bis zum Untergang der Ming. Die Hauptursache für den moralischen Verfall und die Ineffizienz in der Armee war die Zwangserblichkeit des Berufs innerhalb der Soldatenfamilien. Der Sohn eines Soldaten musste dem gleichen Stand folgen, ob er wollte oder nicht.
Das Steuersystem wurde durch Standardisierung stark vereinfacht und sollte zukünftig mehr Rücksicht auf wirtschaftlich schwache Regionen oder Berufsstände nehmen. Auch eine schnellere Organisation bei Katastrophen wie Überflutungen und Hungersnöte wurde durchgesetzt. Bei den institutionellen Änderungen sollte Xuande einen Weg einschlagen, der die Zukunft der Dynastie maßgebend prägen sollte. Er setzte noch mehr als sein Großvater Yongle auf die Eunuchen zur Erledigung von Regierungsarbeit. Er richtete eine spezielle Palastschule für sie ein und ernannte sie zu Armeeinspektoren. Die Eunuchen waren durch ihre unmittelbare Abhängigkeit vom Kaiser sehr viel loyaler als andere Beamte, doch sollte sich ihre neue Machtfülle als verhängnisvoll bei schwachen Himmelssöhnen erweisen.

## Außenpolitik

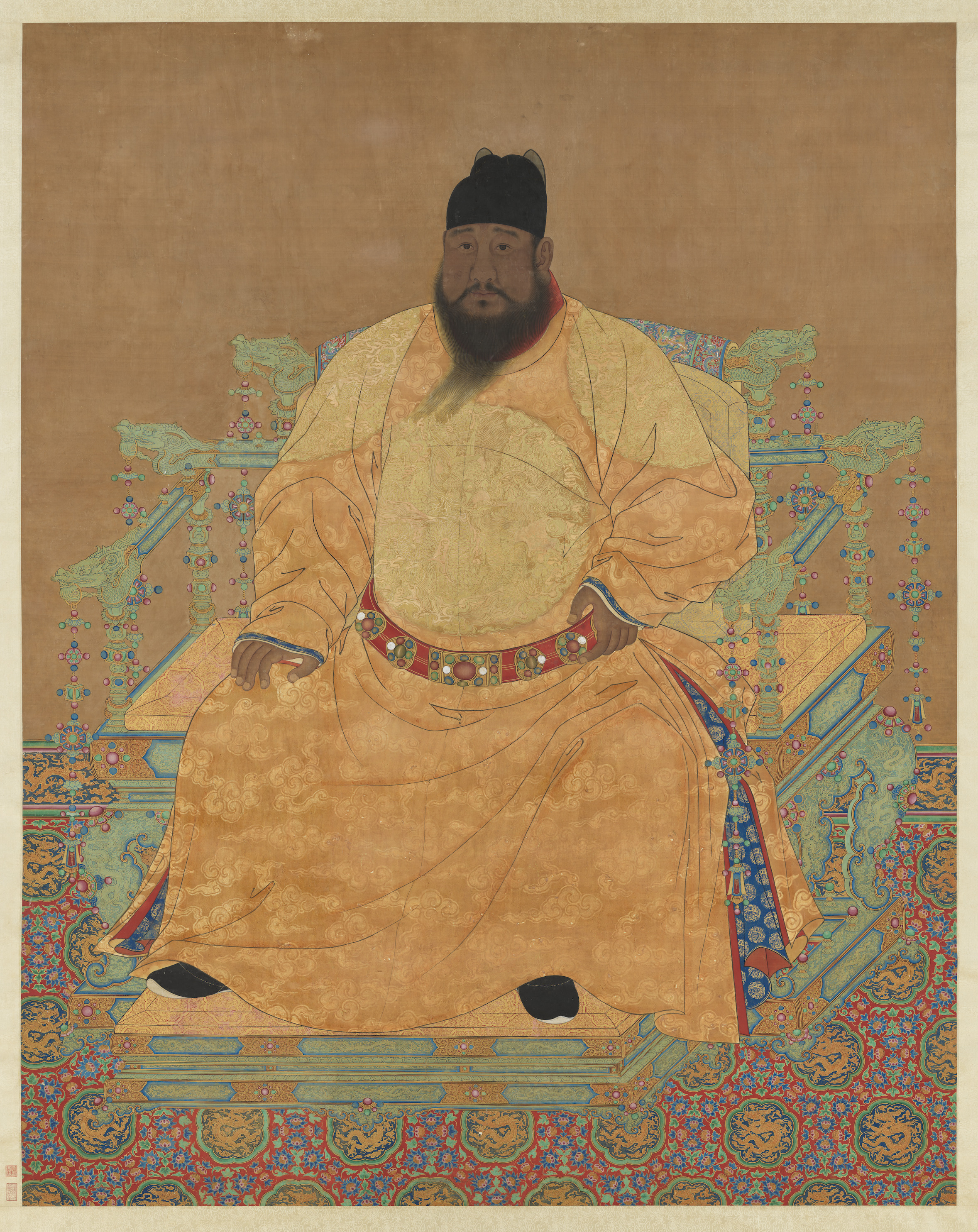
Xuande im zeremoniellen Hofgewand des Kaisers

Das wichtigste außenpolitische Problemfeld war weiterhin das durch die Ming besetzte Annam. Die dortige Bevölkerung leistete immer noch hartnäckigen Widerstand, und der Krieg gegen die Rebellen dauerte unvermindert an. Der Annamkrieg war von Siegen und Niederlagen auf beiden Seiten geprägt, doch als 1427 die Ming-Armee eine Niederlage mit angeblich 70.000 Mann Verlust erlitt, sah sich Xuande zum Handeln gezwungen. Er nahm Friedensverhandlungen auf und bot den friedlichen Abzug der Ming-Truppen an, im Gegenzug verlangte er Frieden im Süden und Annam als Tributvasallen. 1431 nahm der Rebellenführer Lê Lợi das Angebot an, wurde aber zunächst nur zum „Stellvertreter“ der Ming ernannt und erst 1436 offiziell als neuer König von Annam akzeptiert.
Die Nordgrenze gegen die Mongolen war während der Xuande-Ära ruhig. Es war den Chinesen gelungen, durch diplomatische Intrigen eine Zweiteilung der Mongolenstämme zu erreichen, die sich gegenseitig erbittert bekämpften. Xuande unterstützte keine der beiden Seiten, in der Hoffnung, dass sie sich gegenseitig eliminieren würden. Analog baute er die nördliche Grenzverteidigung aus und verstärkte die Garnisonen in der Inneren Mongolei. 
Die Beziehungen zum Vasallenreich Korea pflegte Xuande weiterhin so gut wie seine Vorgänger und ließ sich vom koreanischen König ganze Karawanen von Palastdamen, Köchen und exotischen Tieren schenken. 
Zu Japan suchte er die Beziehungen weiter auszubauen und den Handel noch mehr zu fördern. Der Shogun Yoshimochi lehnte zunächst ab, doch sein Nachfolger Yoshinori zeigte sich interessiert. Xuande sandte Botschafter nach Japan, und der Shogun tat desgleichen. China gewährte 1433 den Japanern weitreichende Handelsprivilegien und die Beziehungen zwischen den beiden Ländern normalisierten sich auf ein freundschaftliches Verhältnis. Erst 1549 sollte es zum Bruch zwischen den Ming und dem im Bürgerkrieg versinkenden Japan kommen; siehe: Sengoku-Zeit.
Im Juni 1430 befahl Kaiser Xuande, dass Zheng He erneut eine Seereise nach Südasien machen sollte. Zheng Hes größte Flottenexpedition begann, und sie sollte ihn bis in das Rote Meer führen. Xuande versuchte erfolgreich den Prestigeverlust durch den Annamkrieg wieder wettzumachen und sein Ansehen in den südlichen Vasallenstaaten zu stärken. Als Folge dieser zwar kostspieligen, aber nützlichen diplomatischen Offensive, empfing der Kaiser Gesandtschaften aus ganz Süd- und Südostasien, die dem Ming-Kaiser ihren Respekt zu zollen suchten und eine Allianz mit China als vorteilhaft betrachteten.

## Kunstliebhaber

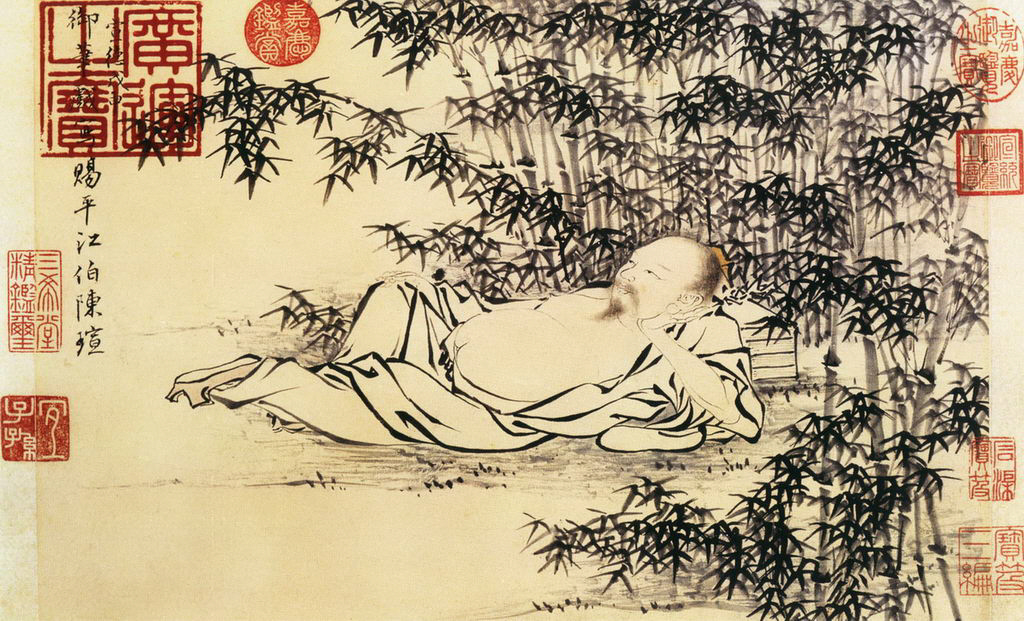
Malerei von Kaiser Xuande, Der Ruhende im Bambuswald

Xuande war der erste Ming-Kaiser, der organisiert die Künste förderte. Er gründete die Kunstakademie in Beijing und holte zahlreiche Künstler an seinen Hof, der zum Inbegriff von Kultur wurde. Selbst war er ein namhafter Kalligraph und Maler, der einzige Kaiser von China neben Huizong, der zu den großen Künstlern des Landes gezählt wird. Er signierte seine Werke häufig mit den Worten: Spielerisch gemalt mit dem kaiserlichen Pinsel. Seine Bilder gelten als kultiviert und elegant. Wahrscheinlich erlernte er diese Kunst von den Gelehrten seines Privatsekretariats, allen voran Xia Chang (1388–1470), der als der beste Maler des Hofs gilt. Die Bilder des Kaisers sind häufig Familienmitgliedern oder hohen Beamten gewidmet, denn ein solches als Geschenk aus den Händen des Kaisers zu empfangen, galt als enorm hohe Ehre.
Der Kaiser widmete sich weitläufig mit der Förderung von Kunst. So verschönerte er beispielsweise die Ming-Gräber mit zahlreichen Figuren und den größten Marmorbögen Chinas. Die kaiserlichen Porzellanmanufakturen unterstützte er besonders, weshalb das Xuande-Porzellan zum feinsten Porzellan der Ming-Zeit zählt und auch sonst Luxusartikel aller Art eine Blütezeit feierten. Als passionierter Sammler schickte er seine Eunuchen durch das ganze Reich, um kostbare Gegenstände und Raritäten ausfindig zu machen. Dazu gehörten Steinpreziosen, aber auch seltene Tierarten. Auch der Xuande-Kaiser starb 1435 plötzlich und hinterließ nur einen neunjährigen Erben. Xuandes Mutter, die Große Kaiserinwitwe Zhang, übernahm daraufhin die Regentschaft für ihren Enkel Kaiser Zhengtong.

Porzellan der Xuande-Ära
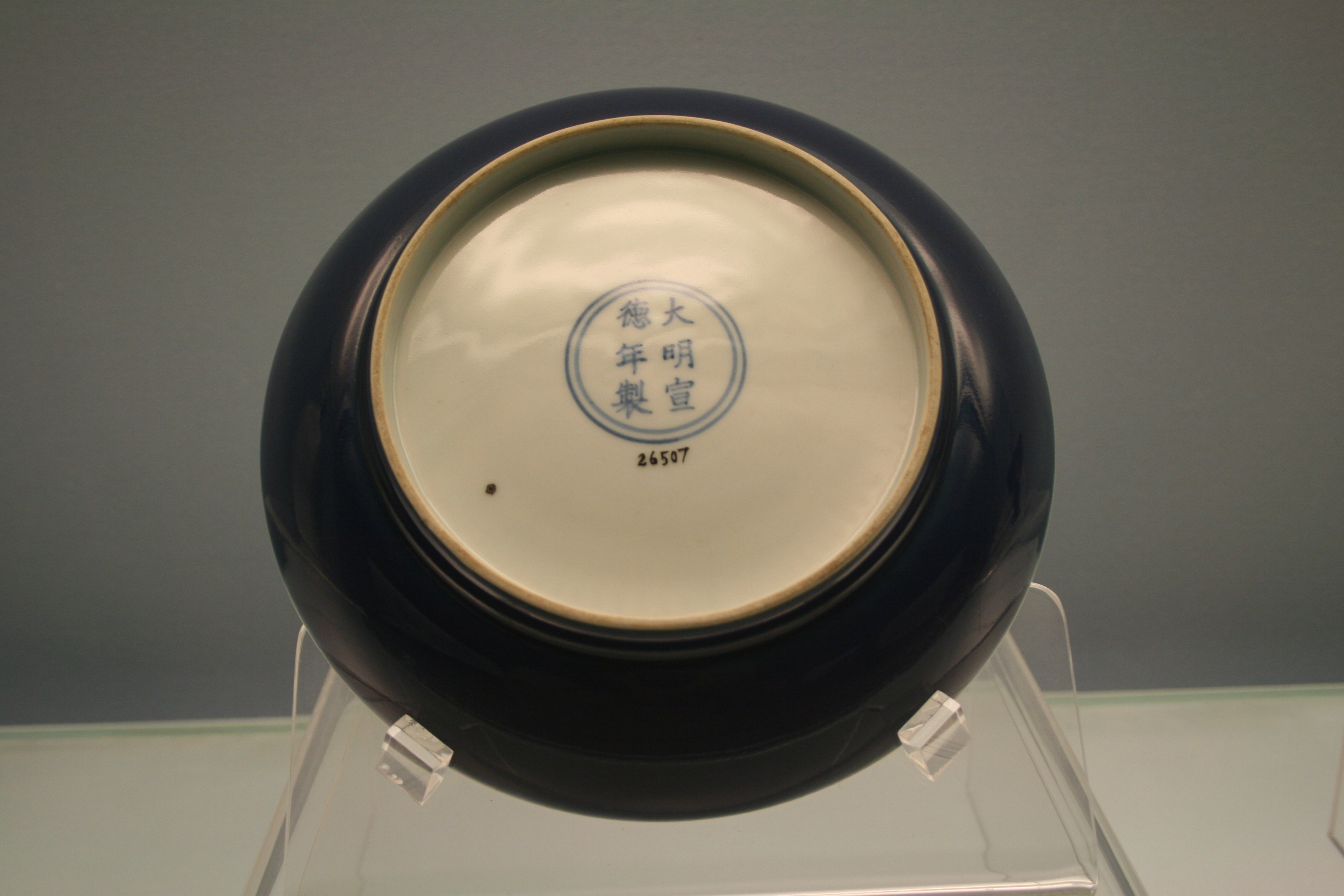
Bodenmarke der Xuande-Ära
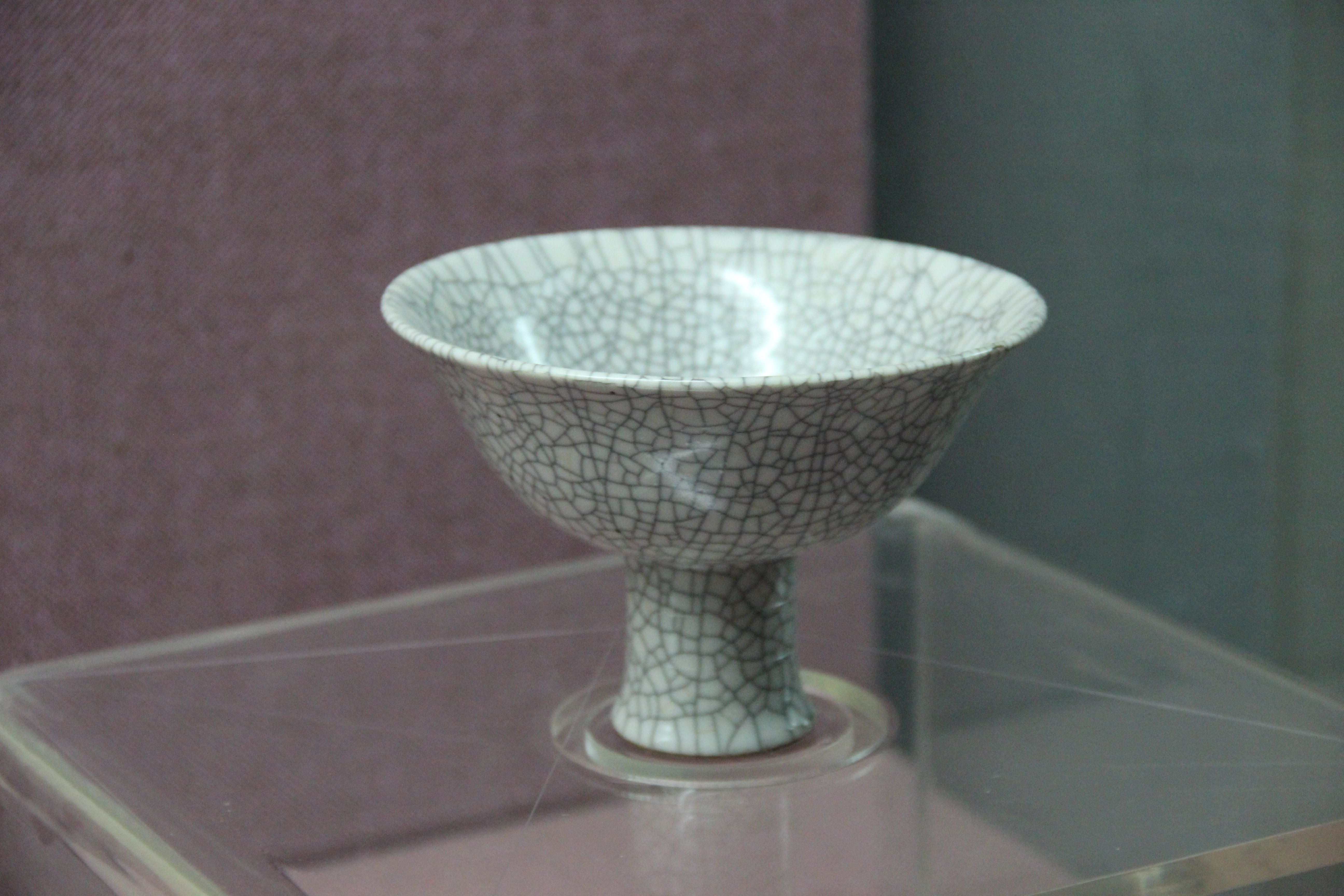
Schälchen im Ru-Stil
Blau-Weiß-Schale
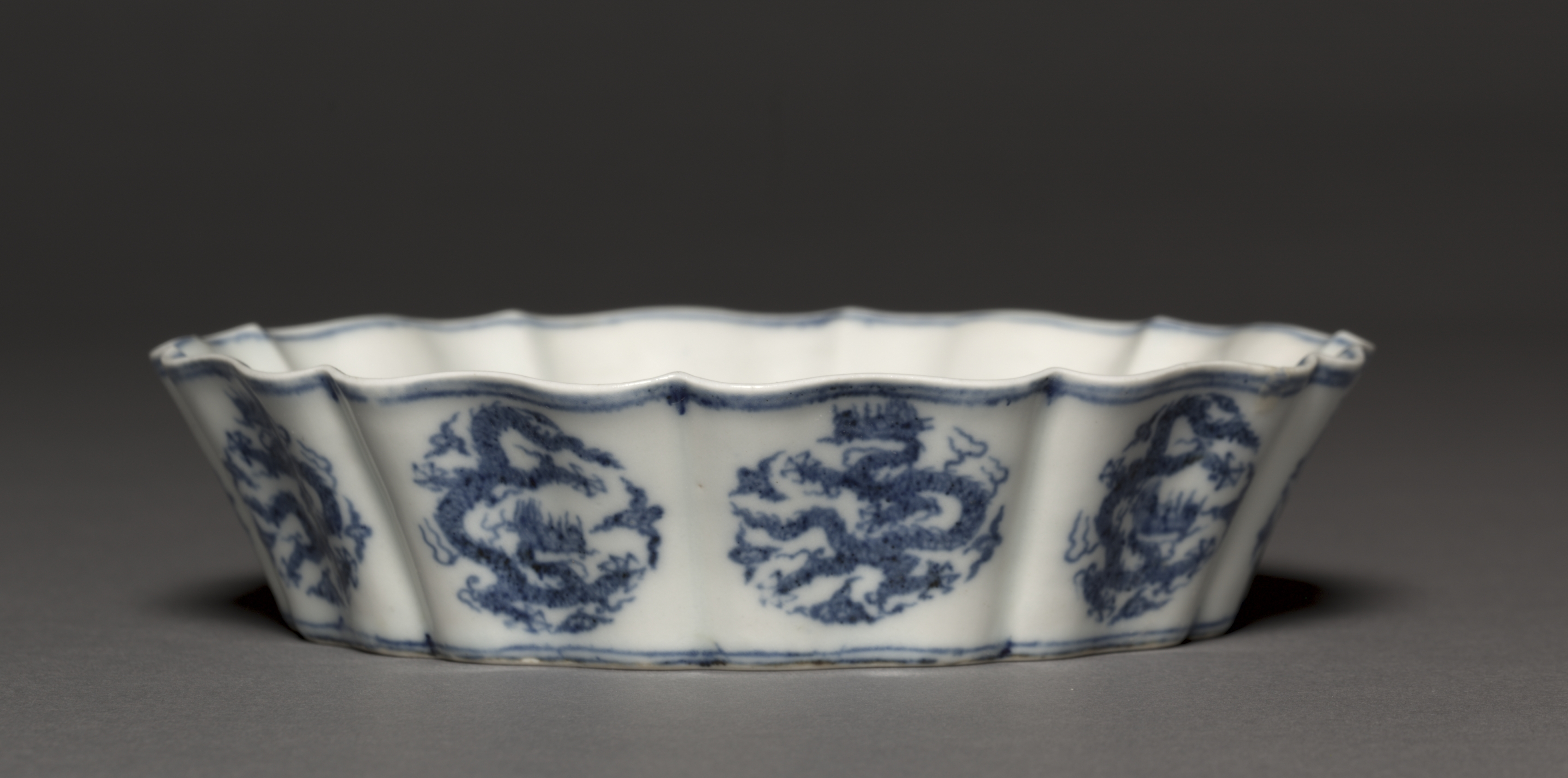
Blau-Weiß-Schale
Schüssel in „Schneeflocken-Blau“